# Mór
Mór là một thành phố thuộc hạt Fejér, Hungary. Thành phố này có diện tích 108,61 km², dân số năm 2010 là 14327 người, mật độ 132 người/km².